# Gábel Jakab
Gábel Jakab (Hejőpapi, 1853 – Budapest, 1918) tanügyi író, pedagógus, újságíró.

## Élete
Teológiai és világi tanulmányait Pozsonyban, Berlinben és Nagykőrösön végezte. Előbb Ungváron tanítóskodott, ahol a Tanügyi Újság-ot szerkesztette. 1883-ban Nagyváradon megszervezte az ortodox zsidó polgári fiú- és leányiskolát. 
Tizennyolc éven át szerkesztette a Biharmegyei Népnevelési Közlöny-t. Elnöke volt a Biharmegyei Tanítók Egyesületének. Szerkesztette egy időben a Zsidó Híradót, a Magyar Zsidó-t és a Jüdisches Tageblatt-ot Budapesten. Több, korában népszerű tankönyv szerzője volt. Műve: Gábel Jakab: A lelkiismereti szabadság és a magyarhoni zsidók szervezése. Nyílt válasz Ullmann Sándor beszédére. Asbóth János levelével a szerzőhöz; Pallas Ny., Bp., 1890.